# Ганновер (район)
Ганновер (нім. Region Hannover) — район в Німеччині. Центр району — місто Ганновер. Район входить в землю Нижня Саксонія. Займає площу 2291 км². Населення 1 157 541 ос. (на 31 грудня 2021). Густина населення 493 чол./кв.км. Межує з такими районами (з півночі за годинниковою стрілкою): Зольтау-Фаллінгбостель, Целле, Гіфхорн, Пайне, Гільдесгайм, Гамельн-Пірмонт, Шаумбург, Нінбург. Офіційний код району 03 2 41.
Район Ганновер має унікальний правовий статус серед районів Нижньої Саксонії. Він має у своєму складі місто Ганновер, столицю землі, яке має ті ж привілеї, як і місто, яке не є частиною району. Як наслідок, населення округу набагато більше, ніж будь-якого іншого району регіону.

## Історія
Місто Ганновер не було частиною району до 2001 року, коли були об'єднані старий Район Ганновер і місто (у той час офіційно називалося Kreisfreie Stadt Hannover, що означає «вільне місто Ганновер»).
Під час Другої світової війни Ганновер був штаб-квартирою (Hauptquartier) військового округу (Wehrkreis) XI, який був відповідальним за Брауншвейг, Ангальт і частину Ганновера. Це було також гарнізонне місто для 71 піхотного дивізіону.

## Географія
Район оточує місто Ганновер і включає в себе його околиці. Річка Лайне, ліва притока Аллеру, входить в район на півдні, проходить через Ганновер і виходить на півночі. На північному заході знаходиться Штайнгудське озеро, яке має площу 32 км².

## Міста і общини
| Міста | | Громади                                                                            |
| --- | --- | ---------------------------------------------------------------------------------- |
| 1. Барзінггаузен (33 613) 2. Бургведель (20 488) 3. Бургдорф (29 965) 4. Вунсторф (41 060) 5. Ганновер (520 936) 6. Гарбзен (61 666) 7. Геммінген (18 645) 8. Герден (14 570) 9. Зельце (32 806) | 1. Зенде (22 913) 2. Лангенгаген (52 268) 3. Лаатцен (40 159) 4. Лерте (43 241) 5. Нойштадт (45 158) 6. Паттензен (13 938) 7. Ронненберг (23 120) 8. Шпрінге (29 294) | 1. Ведемарк (29 055) 2. Веннігзен (14 082) 3. Ізернгаген (22 836) 4. Ютце (20 162) |